# Болгуринское (сельское поселение)
Болгуринское — упразднённое муниципальное образование со статусом сельского поселения в Воткинском районе Удмуртии Российской Федерации.
Административный центр — деревня Болгуры.
25 июня 2021 года упразднено в связи с преобразованием муниципального района в муниципальный округ.

## Географическое положение
Через территорию поселения проходит железнодорожная ветка Ижевск — Воткинск, на которой находятся остановочные пункты Болгуры и 70 км.
Также на этой территории расположен исток реки Позимь.
Административно-территориальная единица — Болгуринский сельсовет Воткинского района.

## История
Муниципальное образование создано 1 января 2006 года в результате муниципальной реформы.

## Местное самоуправление
Муниципальное образование действует в соответствии с ФЗ-131 «Об общих принципах организации местного самоуправления в Российской Федерации», согласно уставу муниципального образования и имеет трёхуровневую структуру органов местного самоуправления:
1. Глава муниципального образования — Светлакова Татьяна Владимировна (избрана в сентябре 2016 года)
2. Представительный орган — Совет депутатов муниципального образования, состоит из 11 депутатов
3. Исполнительно-распорядительный орган — администрация муниципального образования

## Население
| 2010  | 2012  | 2013  | 2014  | 2015  | 2016  | 2017  |
| ----- | ----- | ----- | ----- | ----- | ----- | ----- |
| 1513  | ↗1600 | ↗1607 | ↘1550 | ↘1527 | ↗1570 | ↗1601 |
| 2018  | 2019  | 2020  |       |       |       |       |
| ↗1615 | ↗1625 | ↗1629 |       |       |       |       |

## Населённые пункты
В состав поселения включено 8 населённых пунктов:
| Название        | Тип населённого пункта          | Население (2011 год) |
| --------------- | ------------------------------- | -------------------- |
| Болгуры         | Деревня, административный центр | 625                  |
| Болгуры         | Починок                         | 36                   |
| Верхне-Позимь   | Деревня                         | 531                  |
| Красная Горка   | Выселок                         | 15                   |
| Никольский      | Починок                         | 1                    |
| Новосоломенники | Деревня                         | 135                  |
| Романово        | Деревня                         | 62                   |
| Хорохоры        | Деревня                         | 140                  |